# Apostolska nunciatura v Luksemburgu
Apostolska nunciatura v Luksemburgu je diplomatsko prestavništvo (veleposlaništvo) Svetega sedeža v Luksemburgu.
Trenutni apostolski nuncij je Giacinto Berloco.

## Seznam apostolskih nuncijev
- Achille Locatelli (8. julij 1916–13. julij 1918)
- Clemente Micara (30. maj 1923–1946)
- Fernando Cento (9. marec 1946–26. oktober 1953)
- Efrem Forni (9. november 1953–19. marec 1962)
- Silvio Angelo Pio Oddi (17. maj 1962–30. april 1969)
- Igino Eugenio Cardinale (9. maj 1969–24. marec 1983)
- Angelo Pedroni (6. julij 1983–13. junij 1989)
- Giovanni Moretti (15. julij 1989–3. marec 1999)
- Pier Luigi Celata (3. marec 1999–14. november 2002)
- Karl-Josef Rauber (22. februar 2003–24. julij 2009)
- Giacinto Berloco (24. julij 2009–danes)